# Joseph Soustiel
Joseph Soustiel (Salonique, 10 mai 1904 - Paris 16e, 25 janvier 1990) est un antiquaire en arts musulman, Orient et Extrême-Orient. Il est le petit-fils de Moïse Soustiel, fondateur de la Maison Soustiel en 1883. Elle fut reprise à partir de 1983 par son fils Jean Soustiel et est aujourd'hui représentée par sa petite-fille Laure Soustiel Monnier, installée à Aix-en-Provence de 2004 à 2016, puis à Versailles.

## Biographie
D'origine d'Espagne, de Salonique à Janina, en sillonnant les Balkans, puis à Istanbul et enfin  Paris, la famille Soustiel a partagé l'odyssée des Juifs séfarades chassés de la péninsule ibérique en 1492.
Né à Salonique (Thessaloniki) le 10 mai 1904, Joseph Soustiel est l'héritier d'une famille d'antiquaires dont les ancêtres, Abraham puis Moïse (1836-1916), fondèrent le magasin d'antiquités à Salonique en 1883, avec des dépôts à Skopje (Üsküb), Sarajevo et Istanbul. Treize ans plus tard, son père, Haïm (1871-1939), s'installe à Istanbul où il ouvre un magasin dans le grand bazar d'Istanbul (Tarakçılar Sokak), puis un second dans le Zincirli Khan en 1913. Après avoir suivi des études primaires et secondaires à l'École des Frères à Salonique, puis à l'École allemande d'Istanbul, Joseph quitte la capitale ottomane, en octobre 1921. Il embarque à bord du Mega Hellas en partance pour Tunis, et s'arrête à Marseille où le bateau fait escale après une violente tempête. Joseph rejoint à Marseille son oncle Albert et s'installe à Paris en 1922. Il s'associe alors avec Mochon Eskenazi, antiquaire au 14 rue Grange-Batelière qui meurt le 23 septembre 1923, puis avec sa veuve Berthe Léger-Eskénazi. En 1924,  Berthe et Joseph déplacent leur négoce au 26 rue Grange-Batelière, à quelques pas de l'Hôtel Drouot et créent en 1928 leur société en gardant l'enseigne "Art Musulman" qu'ils exploitaient déjà. Berthe meurt prématurément le 14 novembre 1929 et Joseph reprend alors seul la firme sous le nom "J. Soustiel et Cie", devenant le tuteur de sa fille orpheline, Irène, qui avait à peine dix ans (née le 4 octobre 1919). Le 5 janvier 1935, Joseph épouse Irène, la fille de Berthe qui venait d'avoir 15 ans, et la même année le jeune couple s'installe au 146 boulevard Haussmann (le premier bail de la boutique date du 1er octobre 1935) où le magasin est resté jusqu'en 2004.
Durant la seconde Guerre Mondiale, Joseph Soustiel fut protégé par Emanuele Brunatto, l'un des locataires de son immeuble du bd Haussmann, qui l'a sauvé de la déportation nazie. Brunatto, disciple et proche de Padre Pio , a notamment fourni, dès 1941, des faux-papiers, des faux-témoignages et caché la famille Soustiel avec leurs deux enfants Jean et Hélène jusqu'à la libération.
Membre depuis 1945 du Syndicat des Négociants en Objets d'Arts (futur Syndicat National des Antiquaires ou SNA), Joseph Soustiel obtient la naturalisation française en 1947 (décret du 7 octobre 1947). Parfait polyglotte (outre le français, Joseph Soustiel parlait couramment le turc, le ladino et le grec, et parlait également l'espagnol et l'italien car sa mère était née à Bari) et grand connaisseur des arts de l'islam, il participe à la naissance du Comité France-Turquie en 1949 et veille avec Jean David-Weill à l'organisation de la première exposition consacrée à l'Art turc au Pavillon de Marsan du musée des Arts Décoratifs de Paris (Splendeur de l'Art Turc, février-avril 1953), en faisant "bénéficier le comité parisien de ses prises de contact au cours d'un voyage personnel à Istanbul et Ankara, et en s'associant à un premier envoi d'objets des musées locaux destinés à être exposés à Paris" . Grâce à sa précieuse collaboration, "413 pièces parmi les plus caractéristiques et les plus expressives de l'art turc" sont autorisées à sortir pour la première fois de Turquie.

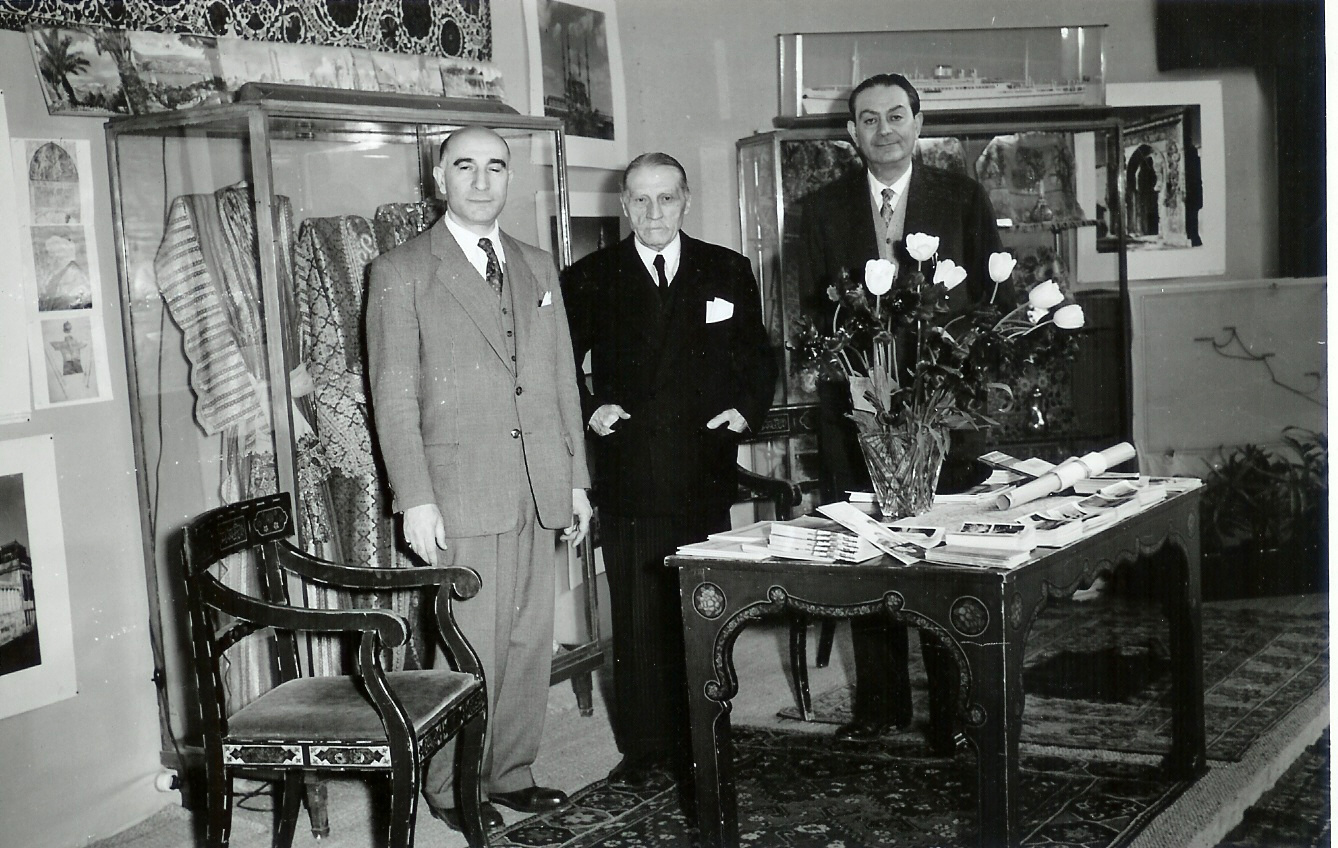
Joseph Soustiel (à gauche) avec S.E. Louis Hermite, Ambassadeur de France, Président du comité France-Turquie (centre), 1953.

Il profite de cette manifestation pour publier un petit manuel : L'Art turc. Céramiques, tapis, étoffes, velours, broderies (Paris, La Colombe, 1952). Si Joseph possédait une remarquable connaissance des arts de l'islam, ses domaines les plus chers restèrent les textiles et la céramique islamique à laquelle il consacra plusieurs articles. Mécène, il fut un généreux donateur qui contribua à l'enrichissement des collections islamiques du musée du Louvre, du musée national de la céramique à Sèvres , du musée des Arts décoratifs, ainsi que de nombreux musées de province, de Turquie (portière du türbe vert et berceau du sultan Mahmoud II au musée de Bursa) et dans le monde. Il fut décoré Chevalier de la légion d'honneur en 1977 en tant que donateur des musées. Il cèda sa galerie à son fils Jean Soustiel à partir de 1983. Il décéda chez lui à Paris le 25 janvier 1990.
D'après la biographie écrite par Frédéric Hitzel, CNRS.

## Distinctions
- Chevalier de la légion d'honneur, 21 juin 1977 (J.O. 10 avril 1977, p. 2127). Sa décoration lui fut remise par Henry-Pierre Fourest, conservateur en chef du musée national de Céramique à Sèvres.

### Ouvrages
- Joseph Soustiel, L'Art céramique et les tissages turcs au seizième siècle, S.I, 1951[15]
- Joseph Soustiel, L'Art turc : Céramiques, tapis, étoffes, velours, broderies. Préface de S.E. Louis Hermite, Paris, La Colombe, 1952